# Soköves arasszári
A soköves arasszári (Pteroglossus pluricinctus) a madarak (Aves) osztályának harkályalakúak (Piciformes) rendjébe, ezen belül a tukánfélék (Ramphastidae) családjába tartozó faj.
A magyar név forrással nincs megerősítve.

## Előfordulása
Ez a madárfaj Brazília, Kolumbia, Ecuador, Peru és Venezuela területén honos.

## Megjelenése
A fej-testhossza 43 centiméter. A csőre nagyjából fekete, kivételt képez a felső káva két oldala, mely elefántcsontszínű. A néhol vörös foltozású sárga begyi és hasi részen, két fekete sáv fut keresztben. Testtollazatának többi része, sötét árnyalatú, kivéve a faroktövek fölött részt, mely vörös. A szemeit kék színű, csupasz bőr veszi körül. A nemek hasonlóak.

## Életmódja
A trópusi és szubtrópusi, alföldi erdők lakója. Gyümölcsökkel, gerinctelenekkel és kisebb gerincesekkel táplálkozik.